# Guigó II d'Albon
Guigó II d'Albon, anomenat el Gras o Pinguis, nascut cap a 1025, mort el 1079, va ser comte al Grésivaudan i al Briançonnais de 1070 a 1079. Era fill de Guigó I.
Se l'anomenava Pinguis a conseqüència de la seva grassor; aquest comte es va preocupar més per assentar la seva autoritat sobre el seu domini i per ampliar-lo que de marxar a guerres llunyanes. La seva primera esposa, sortida d'una branca dels poderosos comtes de Valentinois, era la germana del bisbe de Grenoble. El 1070, es va casar en segones noves amb la filla del comte de Barcelona, Agnès, que estava també emparentada amb la família normanda d'Hauteville que regnava a la Pulla i Calàbria. Aquestes diferents aliances matrimonials estenien el renom dels Guigons.
Les seves possessions eren al sud de Viena, al voltant de Grenoble (Cornillon, Uriol, Varces i a Briançon. En aquesta època, les terres dels Guigons no tenien unitat geogràfica però el seu nombre, comparable a les dels comtes de Savoie o de Valentinois, era ja molt més important que el de qualsevol altre senyor de la regió.
Encara que no va deixar rastres en la història, aquest personatge va tenir el mèrit de consolidar la dinastia.
S'havia casat el 27 d'abril de 1050 amb Peronel·la de Royans, filla d'Arnaud de Royans i de Peronel·la de Grenoble, amb la que va tenir:
- Guigó III († 1133), comte d'Albon
- Adelaida, casada amb Soffredus d'Hauterive

En segones noces es va casar el 10 de maig de 1070 amb Agnès de Barcelona, filla de Ramon Berenguer I, comte de Barcelona i d'Almodis de la Marca, i va tenir un fill:
- Guigó Ramon d'Albon, casat el 1091 amb Ida de Forez, hereva del Comtat de Forez